# Luis Eyzaguirre
Luis Armando Eyzaguirre Silva (Santiago, 22 de junio de 1939), conocido como "Fifo" (por haber integrado la primera selección Resto del Mundo en 1963, en celebración de los 100 años del balompié Inglés), es un exfutbolista chileno que innovó en el fútbol de su época, pues junto a Nilton Santos y Djalma Santos y antes que Giacinto Facchetti fue de los primeros laterales que subían al ataque y rápidamente volvían para defender, transformándose entonces en los primeros defensas carrileros de la historia del fútbol. Es reconocido como el mejor lateral derecho de la historia de su país.
Fue nombrado gran parte de la década de 1960 como uno de los mejores laterales de Sudamérica. Siendo nominado al Balón de Oro Global por FIFA en 1962. Actualmente ocupa el 11.⁰ lugar de los mejores laterales derecho en la historia a nivel continental y 19.⁰ a nivel mundial. Integró el equipo ideal de la Copa Mundial de Fútbol de 1962 y fue considerado por especialistas Sudamericanos y Europeos como el mejor lateral derecho del mundial de 1962.
Eyzaguirre ocupaba el puesto de carrilero derecho en la formación del club Universidad de Chile conocida como el Ballet Azul, con la que logró cinco campeonatos nacionales, logró también el tercer lugar con la selección chilena en el Mundial de 1962. En su época fue considerado el mejor lateral del mundo junto al brasileño Djalma Santos y hasta hoy es constantemente recordado en rankings, encuestas y revisiones. Está entre los pocos jugadores chilenos que ha integrado una selección Resto del Mundo como lo fue la primera en el año 1963. Por la selección chilena jugó 54 partidos entre 1959 y 1966. Además jugó en Huachipato y Ferroviarios.

## Cualidades
Carrilero derecho inteligente, técnico, sagaz, recio, dueño de una velocidad inusitada. Está entre los innovadores de haber jugado como  carrilero y en una entrevista declaraba: “Fui el primero en subir hasta la otra área. Era ganador y tenía fuelle para ir y venir. ¿Qué me iba a decir el técnico si yo volvía?”, sostiene sobre sus profundas internadas. Técnicamente era muy bueno, tenía una conducción del balón "pegada al botín" muy veloz escondiendo la pelota. Tenía una anticipación muy sagaz, intuitiva e inteligente. En el ir y venir contaba con mucho fuelle, velocidad y resistencia, era capaz de subir y bajar constantemente. Además tenía claridad en la salida, lo que le otorgaba cierta seguridad, elegancia y soberbia dentro del campo.
Si hacemos una comparación podríamos decir que el Fifo Eyzaguirre tenía el fuelle y el vértigo de Gabriel Mendoza y la conducción de Alexis Sánchez corriendo por la banda - tal vez Mario Galindo sea el único jugador que se le pueda comparar dentro de Chile-. En cuanto a la marcación, era un jugador recio, fuerte y limpio en el quite y a ratos elegante. Laterales así tan completos, no han vuelto a ser como Eyzaguirre.

## Trayectoria
Eyzaguirre fue uno de los mejores representantes del Ballet Azul y es considerado ídolo histórico del Club Universidad de Chile. Calificado como el mejor de la historia en su puesto.- Sus primeros chutes los dio en el barrio San Pablo para luego enrolarse en los equipos infantiles de la «U». Una tarde de 1956 Eyzaguirre a sus 15 años, se presentaba delante del entrenador Washington Urrutia y tímidamente expresaba "Señor, yo juego de back centro, venía a probarme. Me mandó el flaco Guajardo, que juega por los juveniles". En una ocasión en los entrenamientos, los infantiles tuvieron una práctica con los titulares, y allí vino la revelación de Eyzaguirre, aquella tarde, el lateral derecho deslumbró a los entendidos, anulando por completo al centrodelantero de la "U", Norberto Ferrari. Ya en camarines el crack argentino decía: "Qué fenómeno es ese pibe morochito, llegará lejos". Desde entonces Eyzaguirre no pararía hasta ser considerado el mejor jugador del mundo en su puesto en 1962 y 1963.
Tal era su habilidad de este jugador que en forma directa pasó desde el equipo juvenil al plantel de honor, sin transitar por la estación intermedia que era la Cuarta Especial. Debutó incluso antes por la selección de fútbol de Chile a los 19 años sin haber jugado ningún partido en Primera División. Integró por nueve temporadas en el equipo azul, participando de cinco campeonatos (1959, 1962, 1964, 1965, 1967) y siendo considerado por muchos años el mejor lateral derecho de la liga chilena. Destacaron sus partidos por copa Libertadores de América especialmente una semifinal contra el Santos FC de Pelé donde el club chileno se robó meritoriamente un triunfo en Santiago, destacándose Eyzaguirre como la figura de aquel encuentro. Ya en 1965 el Fifo empezó a sufrir una serie de lesiones a los meniscos que mermaron su capacidad, se dice que perdió velocidad y despliegue, pero ganaba en experiencia. Luego en 1967 pasó a jugar por Huachipato, donde protagonizó uno de los más peculiares incidentes de la historia criolla: se trenzó a puñetes con el paraguayo Evelio Villalba compañero de equipo porque lo trató de “bruto” debido a un difícil pase. Ambos Fueron expulsados. Tras su paso por Huachipato, finalizó su carrera en el club Ferroviarios, donde se reencontró con dos compañeros y amigos del Ballet Azul: Sergio Navarro y Leonel Sánchez.

## Selección nacional
Debutó el 26 de marzo de 1959 para representar a Chile en el sudamericano de Perú del mismo año. Es considerado el mejor lateral derecho de la historia de Chile jugando 2 mundiales y mostrando siempre un gran nivel, destacando por sus grandes cualidades técnicas y de innovación en el juego ofensivo defensivo. Consiguió varios triunfos para su selección siendo parte del equipo que logró el tercer lugar en la Copa Mundial de Fútbol de 1962 y siendo el líder más destacado por Chile en la Copa Mundial de Fútbol de 1966. La entrega de Eyzaguirre era tan importante para el equipo que jugó el mundial de 1962 a pesar de haberse sometido a una operación quirúrgica del apéndice 15 días antes de los partidos, incluso en pleno juego sangró pero no se retiró de la cancha. De la misma forma llegó en recuperación para el mundial de 1966, pero aquello no le impidió ser uno de los puntales del equipo chileno.
El Fifo convirtió ocho goles en partidos amistosos jugados por la roja. Defendió en 54 ocasiones a la selección de fútbol de Chile, de las cuales 39 fueron de forma oficial entre 1959 y 1966. Su partido de despedida fue ante Italia en el mundial de Inglaterra 1966.

### Participaciones en Copas del Mundo
| Mundial                   | Sede       | Resultado    | PJ |
| ------------------------- | ---------- | ------------ | -- |
| Mundial de Fútbol de 1962 | Chile      | Tercer lugar | 6  |
| Mundial de Fútbol de 1966 | Inglaterra | Primera fase | 1  |

#### Participaciones en Clasificatorias a Copas del Mundo
| Eliminatorias                 | País       | Resultado   | Posición    | PJ |
| ----------------------------- | ---------- | ----------- | ----------- | -- |
| Eliminatorias Inglaterra 1966 | Inglaterra | Clasificado | 1.º Grupo 2 | 1  |

#### Participaciones en Copa América
| Copa              | Sede      | Resultado | PJ |
| ----------------- | --------- | --------- | -- |
| Copa América 1959 | Argentina | Quinto    | 1  |

## 1.ª Selección resto del mundo
Está entre los pocos jugadores chilenos que ha integrado una selección Resto del Mundo y fue la primera vez que se juntaba un equipo así. El 23 de octubre de 1963 integró una alineación donde aparecían Eusebio, Pelé, Alfredo Di Stéfano, Garrincha, Lev Yashin, Ferenc Puskás, Paco Gento, Raymond Kopa entre otros. El equipo era dirigida por el chileno Fernando Riera. La reunión conmemoraba el centenario del fútbol inglés y se jugaba en el estadio de Wembley. Aquello era justo premio para Luis Eyzaguirre que por entonces era reconocido como el mejor lateral derecho del mundo en las revistas especializadas sudamericanas y europeas.
En aquel partido entró para el segundo tiempo por Djalma Santos haciendo línea de defensa con Svatopluk Pluskal, Ján Popluhár y Karl-Heinz Schnellinger. Se plantó en el campo con presencia y despliegue. Le tocó marca a Bobby Charlton que a diferencia de lo sucedido con Djalma Santos, nunca pudo arrancarse de su marcador el Fifo.

## Estadísticas
| Club                         | Div.          | Temporada     | Liga  | Liga  | Copas nacionales | Copas nacionales | Torneos internacionales | Torneos internacionales | Total | Total |
| Club                         | Div.          | Temporada     | Part. | Goles | Part.            | Goles            | Part.                   | Goles                   | Part. | Goles |
| ---------------------------- | ------------- | ------------- | ----- | ----- | ---------------- | ---------------- | ----------------------- | ----------------------- | ----- | ----- |
| Universidad de Chile · Chile | 1.ª           | 1958          | 4     | 0     | 2                | 0                | —                       | —                       | 6     | 0     |
| Universidad de Chile · Chile | 1.ª           | 1959          | 26    | 1     | 3                | 0                | —                       | —                       | 29    | 1     |
| Universidad de Chile · Chile | 1.ª           | 1960          | 23    | 0     | —                | —                | 2                       | 0                       | 25    | 0     |
| Universidad de Chile · Chile | 1.ª           | 1961          | 27    | 0     | 4                | 0                | —                       | —                       | 31    | 0     |
| Universidad de Chile · Chile | 1.ª           | 1962          | 31    | 0     | —                | —                | —                       | —                       | 31    | 0     |
| Universidad de Chile · Chile | 1.ª           | 1963          | 24    | 0     | —                | —                | 2                       | 0                       | 26    | 0     |
| Universidad de Chile · Chile | 1.ª           | 1964          | 30    | 1     | —                | —                | —                       | —                       | 30    | 1     |
| Universidad de Chile · Chile | 1.ª           | 1965          | 24    | 0     | —                | —                | 4                       | 0                       | 28    | 0     |
| Universidad de Chile · Chile | 1.ª           | 1966          | 15    | 0     | —                | —                | 6                       | 0                       | 21    | 0     |
| Universidad de Chile · Chile | 1.ª           | 1967          | 21    | 1     | —                | —                | —                       | —                       | 21    | 1     |
| Universidad de Chile · Chile | Total club    | Total club    | 225   | 3     | 9                | 0                | 14                      | 0                       | 248   | 3     |
| Huachipato · Chile           | 1.ª           | 1968          | 32    | 0     | —                | —                | —                       | —                       | 32    | 0     |
| Huachipato · Chile           | 1.ª           | 1969          | 33    | 0     | —                | —                | —                       | —                       | 33    | 0     |
| Huachipato · Chile           | 1.ª           | 1970          | 27    | 2     | —                | —                | —                       | —                       | 27    | 2     |
| Huachipato · Chile           | 1.ª           | 1971          | 31    | 0     | —                | —                | —                       | —                       | 31    | 0     |
| Huachipato · Chile           | Total club    | Total club    | 123   | 2     | 0                | 0                | 0                       | 0                       | 123   | 2     |
| Total carrera                | Total carrera | Total carrera | 348   | 5     | 9                | 0                | 14                      | 0                       | 371   | 5     |
| 1. 2. 3.                     |               |               |       |       |                  |                  |                         |                         |       |       |

## Palmarés

### Torneos nacionales oficiales
| Título           | Club                 | País  | Año  |
| ---------------- | -------------------- | ----- | ---- |
| Primera División | Universidad de Chile | Chile | 1959 |
| Primera División | Universidad de Chile | Chile | 1962 |
| Primera División | Universidad de Chile | Chile | 1964 |
| Primera División | Universidad de Chile | Chile | 1965 |
| Primera División | Universidad de Chile | Chile | 1967 |

### Torneos internacionales oficiales
| Título                       | Equipo             | Sede  | Año  |
| ---------------------------- | ------------------ | ----- | ---- |
| 3.er lugar Copa Mundial 1962 | Selección de Chile | Chile | 1962 |

### Distinciones individuales
| Distinción | Año  |
| --- | ---- |
| Mejor Lateral Derecho del Fútbol Chileno                                                                      | 1959 |
| Jugador Revelación del Fútbol Chileno                                                                         | 1959 |
| Mejor Lateral Derecho del Fútbol Chileno                                                                      | 1961 |
| Equipo Ideal de la Copa Mundial de Fútbol de 1962                                                             | 1962 |
| Mejor Lateral Derecho del Fútbol Chileno                                                                      | 1962 |
| Futbolista Chileno del Año                                                                                    | 1962 |
| Participa de la primera Selección Resto del Mundo en la Historia del Fútbol.                                  | 1963 |
| Mejor Lateral Derecho del Fútbol Chileno                                                                      | 1963 |
| Futbolista Chileno del Año                                                                                    | 1963 |
| Mejor Lateral Derecho del Fútbol Chileno                                                                      | 1964 |
| Futbolista Chileno del Año                                                                                    | 1964 |
| Mejor Lateral Derecho del Fútbol Chileno                                                                      | 1965 |
| Incluido en el equipo ideal de todos los tiempos de Chile                                                     | 1974 |
| Top 11.⁰ Mejor Lateral Derecho de la Historia en Sudamérica                                                   | 2011 |
| Top 21.⁰ Mejor Lateral Derecho de la Historia a nivel Mundial                                                 | 2011 |
| Homenaje por logro del 3.er lugar en la Copa Mundial de Fútbol de 1962                                        | 2012 |
| Incluido en el equipo ideal de todos los tiempos del fútbol chileno por El Mercurio                           | 2013 |
| Incluido en el equipo ideal de la historia de Universidad de Chile en votación de hinchas por La Tercera      | 2013 |
| Incluido en el equipo ideal histórico de la selección de fútbol de Chile                                      | 2013 |
| Incluido en el equipo ideal histórico de la selección de fútbol de Chile por la Federación de Fútbol de Chile | 2015 |
| Incluido dentro de las 50 mejores figuras históricas de Universidad de Chile                                  | 2016 |
| Incluido dentro de los mayores referentes históricos de Universidad de Chile                                  | 2017 |
| Homenaje por logro del 3.er lugar en la Copa Mundial de fútbol de 1962 por Presidente de Chile                | 2017 |
| En el equipo ideal de todos los tiempos de la selección de fútbol de Chile por GolTV (Latinoamérica)          | 2017 |
| Incluido en el equipo ideal de todos los tiempos de Universidad de Chile por El Mercurio                      | 2018 |
| Incluido dentro de los 10 mejores futbolistas chilenos de la historia                                         | 2018 |
| Premio "Sergio Livingston" por logro del 3.er lugar en la Copa Mundial de fútbol de 1962                      | 2018 |
| Premio "Manuel Pellegrini"                                                                                    | 2018 |
| Homenaje a la trayectoria por Universidad de Chile                                                            | 2019 |